# Instalação elétrica
Em engenharia elétrica, uma instalação elétrica é um equipamento que permite a transferência da energia elétrica proveniente de uma fonte geradora, que pode ser a rede de distribuição de energia elétrica da concessionária ou geradores particulares, até os pontos de utilização (pontos de luz, tomadas, motores).

## Constituição
Segundo  o RSIUEE (regulamento de segurança de instalações de utilização de energia elétrica), define-se canalização elétrica ao conjunto constituído por um ou mais condutores elétricos, pelos elementos que asseguram o seu isolamento elétrico, as suas proteções mecânicas, químicas, elétricas e a sua fixação devidamente agrupados e com aparelhos de ligação comuns.

## Classificação
As instalações elétricas podem ser: 
- Instalação em tensão reduzida ou extrabaixa tensão.
- Instalação em baixa tensão (BT).
- Instalação  em alta tensão (AT).

Podemos ter ainda instalações:
- Em corrente contínua.
- Em corrente alternada monofásica (uma fase e neutro)
- Em corrente alternada trifásica (três fases e neutro).

## Definições
Instalação de tensão reduzida é a instalação que opera com tensão elétrica nominal menor ou igual à 75V em corrente contínua, ou menor ou igual à 50V em corrente alternada.
Instalação de baixa tensão é a instalação que opera com tensão elétrica nominal superior à 75V e menor ou igual à 1500V em corrente contínua, superior à 50V e menor ou igual à 1000V em corrente alternada.
Instalação de alta tensão, é a instalação cuja tensão excede os valores definidos para baixa tensão, podendo atingir várias centenas de kV. Na prática costuma chamar-se média tensão aos valores entre 1500 V e 10.000V  a 20.000 V em corrente alternada (AC).

## Rede de distribuição
As instalações em baixa tensão, podem ser subdivididas em:
- instalação coletiva de edifícios, que é a instalação comum para todas a divisórias de um edifício.
- Instalação de utilização de energia elétrica, que é a instalação individual, de cada consumidor do edifício.

A energia chega à cada edifício através da rede de distribuição.

## Instalação coletiva
A instalação coletiva, é a instalação estabelecida em regra no interior de um edifício, com a finalidade de servir instalações de utilização exploradas por entidades diferentes, constituída por quadro de colunas, colunas, caixas de colunas, que tem início numa ou mais portinholas ou no próprio quadro de colunas.
Quadro de colunas, é o quadro onde se encontram os aparelhos de proteção contra sobreintensidades, alimentado por um ramal, uma chegada ou uma portinhola.
Coluna principal, ou simplesmente coluna, também chamado de montante, é a canalização elétrica coletiva, que tem início num quadro de colunas.
Coluna derivada, é a canalização elétrica coletiva, que tem início numa caixa de coluna.
Caixa de colunas é o quadro existente numa coluna principal ou derivada, para ligação de entradas ou colunas derivadas, contendo ou não respectivos aparelhos de proteção contra sobreintensidades.
Entrada, é a canalização elétrica de baixa tensão, geralmente compreendida entre uma caixa de coluna ou um quadro de coluna, dando origem à instalação de utilização.
Origem, é o ponto pelo qual uma instalação de utilização recebe a energia elétrica.

## Instalação de utilização
A instalação de utilização de energia elétrica, é a instalação destinada a permitir aos seus utilizadores a aplicação de energia elétrica pela sua transformação noutras formas de energia.
A instalação de utilização tem início no quadro de entrada do andar respectivo, e termina em cada um dos pontos de utilização dos receptores.
Esta instalação é constituída por:
- Contador de energia, também chamado de medidor de energia elétrica.
- Órgãos de proteção (disjuntores e fusíveis).
- Canalização (condutores e tubos).
- Caixas de derivação.
- Interruptores .
- Tomadas.

Os órgãos de proteção e o contador, ficam instalados no quadro de entrada, o qual fica localizado normalmente junto à entrada do andar que serve.
Fazem parte da instalação de utilização, não só a instalação de baixa tensão, mas também a tensão reduzida, onde fazem parte o sistema de sinalização e telefones.

## Aspectos a ter em conta na concepção de uma instalação
Quando se concebe uma determinada instalação elétrica, deve-se ter sempre presente alguns aspectos que irão condicionar o tipo de instalação a montar. Em seguida, estão os principais fatores condicionantes de uma instalação:
- Características dos locais de instalação.
- Segurança das pessoas e equipamentos.
- Eficiência da instalação.
- Custos dos materiais.
- Estética da instalação.

### Características dos locais de instalação
As instalações elétricas, destinam-se à fins diferentes. Assim, poderá destinar-se à uma residência (local seco), num armazém (local húmido e molhado), ou num laboratório de manipulação de produtos químicos (ambiente corrosivo).
Estes fatores, impõem  uma escolha criteriosa do material e tipos de canalização para evitar a deterioração na instalação.

### Segurança das pessoas e equipamentos
Neste contexto, existem duas definições importantes: parte ativa de um material ou aparelho e massas.  A primeira é constituída pelos condutores ativos e peças condutoras de um material ou aparelho sob tensão em serviço normal. A segunda é constituída por qualquer elemento metálico susceptível de ser tocado, em regra isolado das partes ativas, mas podendo ficar acidentalmente sob tensão.
Um dos aspectos a ter conta ao conceber uma instalação, é a segurança das pessoas e equipamentos.
A segurança dos equipamentos é essencialmente com fusíveis e disjuntores, protegendo a instalação dos seguintes defeitos:
- Curto-circuito.
- Sobrecarga.
- Sobretensão.
- Subtensão.
- Falta de tensão.

Curto-circuito, é definido como ocorrência de um defeito na instalação, em que por qualquer motivo houve um contacto entre condutor positivo e condutor negativo (em CC), ou entre condutores fase e neutro,  ou ainda entre duas ou mais fases diferentes (em CA).
A corrente de curto-circuito atinge instantaneamente valores muito elevado. Os defeitos desta ocorrência são altamente destruidores, se não existir na instalação um elemento que corte esta corrente rapidamente.
Define-se a sobrecarga, como o aumento da corrente, não muito elevado em relação ao valor nominal da instalação ou do receptor.
Se por qualquer defeito numa instalação ou num receptor, a intensidade ultrapassar o valor nominal durante um período de tempo excessivo, deve haver um aparelho de proteção que corte esta corrente, de forma a evitar a destruição da instalação. Esta tarefa, é normalmente desempenhada por disjuntores termomagnéticos, que atuam por dilatação de lâminas bimetálicas.
Sobretensão é definida como aumento da tensão acima do valor nominal.
Quando a sobretensão é forte e prolongado, devem ser acionados os mecanismos que cortem a alimentação da instalação, para evitar inconveniêntes provocados por esta ocorrência.
A sobretensão pode ter duas causas: externa ou interna. A de origem externa tem a provocada pela queda de raios nas linhas.
As sobretensões de origem interna são provocados por cortes bruscos de grande número de consumidores, por defeito ou em período de paragem da elaboração por defeito de isolamento com uma instalação de tensão mais elevada, ou ainda por manobras erradas nas subestações, ou pelas chamadas ressonância nas linhas. Estas ocorrências transmitem-se até ao consumidor. Dentro Da Instalação Encontramos Também : Instalação A Vista Instalação Oculta Instalação Amovivel.
A falta de tensão nas instalações pode também originar vários consequências. Esta ação é feita automaticamente através de relés de mínima tensão ou de falta de tensão.
A subtensão é o abaixamento mais ou menos acentuado do valor da tensão elétrica. De forma a evitar os danos causados pela flutuação da tensão, o governo impõe ao distribuidor que a tensão fornecida ao consumidor não oscile para além de mais ou menos 5%.